# Maria da Prússia (1855–1888)
Maria Isabel Luísa Frederica da Prússia (em alemão: Marie Elisabeth Louise Frederika von Preußen), (14 de setembro de 1855 - 20 de junho de 1888) foi uma princesa da Casa de Hohenzollern. Era a filha do príncipe Frederico Carlos da Prússia e tornou-se na segunda esposa do príncipe Henrique dos Países Baixos e depois foi a primeira esposa do príncipe Alberto de Saxe-Altemburgo. Era também uma sobrinha-neta do kaiser Guilherme I da Alemanha.

## Biografia
A princesa Maria foi a filha mais velha do príncipe Frederico Carlos da Prússia, um marechal-de-campo prussiano, e da sua esposa, a princesa Maria Ana de Anahalt-Dessau. A mãe de Maria era a filha mais nova de Leopoldo IV de Anhalt-Dessau e da princesa Frederica da Prússia.
No dia 23 de agosto de 1878, Maria casou-se com o príncipe Henrique de Orange-Nassau que tinha sido governador de Luxemburgo desde 1850. Henrique era o terceiro filho do rei Guilherme II dos Países Baixos e da sua esposa, a grã-duquesa Ana Pavlovna da Rússia. O casamento entre Maria e Henrique foi arranjado com o objectivo de evitar a extinção da Casa de Orange-Nassau, mas infelizmente a união não produziu herdeiros. Pouco mais de cinco meses depois, em janeiro de 1879, o príncipe Henrique morreu de sarampo.
Seis anos depois, no dia 6 de maio de 1885, a princesa Maria casou-se com o príncipe Alberto de Saxe-Altemburgo em Berlim. Alberto era um filho do príncipe Eduardo de Saxe-Anahalt e da sua segunda esposa, a princesa Luísa Carolina de Greiz. Todos os relatos da época dizem que o casamento foi harmonioso e o casal teve duas filhas:
- Olga Isabel (1886–1955) ∞ 1913 Carl Friedrich von Pückler-Burghauss
- Maria (1888–1947) ∞ 1911–1920 príncipe Heinrich XXXV von Reuss

A princesa morreu em 1888 de febre puerperal e foi enterrada no jazigo da família Saxe-Altemburgo. O seu segunda marido voltou a casar-se em 1891 com a duquesa Helena de Mecklemburgo-Strelitz, uma sobrinha de Frederico Guilherme de Mecklemburgo-Strelitz e neta do grão-duque Miguel Pavlovich da Rússia.
A princesa Maria era madrinha do príncipe Artur de Connaught, visto que a sua irmã Luísa Margarida da Prússia era mãe dele.